# Bart Somers
Pour les articles homonymes, voir Somers.
Bartolomeus Jozef Lodewijk Rosalia (Bart) Somers, né le 12 mai 1964 à Malines, est un homme politique belge néerlandophone, membre de l'Open Vld.

## Biographie
Bart Somers est le fils de l'ancien parlementaire Volksunie, Joos Somers, qui fut notamment, député et sénateur.
Après une licence en droit à la KU Leuven, Bart Somers passe par la Volksunie avant de rejoindre l’Open VLD en 1992. Parlementaire flamand depuis 2004 et président de 2004 à 2009 des Libéraux et démocrates flamands du VLD.
Entre 2003 et 2004, il est ministre-président de la Région flamande, à la suite du départ de Patrick Dewael, devenu Ministre de l'Intérieur Gouvernement fédéral belge.
Après les élections régionales de juin 2004, il est nommé président intérimaire des Libéraux et démocrates flamands (VLD). Le 4 décembre 2004, il est élu président du parti avec une courte majorité des voix devant Jean-Marie Dedecker.
Le 7 juin 2009, à la suite de la chute de son parti lors des élections régionales, il remet sa démission. Guy Verhofstadt prend temporairement sa succession. En 2001, il devient Bourgmestre de Malines, un mayorat reconduit en 2007 et en 2012 à la suite des élections communales.
En 2016, Bart Somers est élu comme Président du groupe Alliance des démocrates et des libéraux pour l'Europe dans le Comité des régions.
Le 13 février 2017, il reçoit le World Mayor Prize 2016 remis par le think tank londonien City Mayors Foundation pour l'investissement de sa commune dans l'accueil des réfugiés et l'intégration des migrants.
Le 6 novembre 2023, il annonce la démission de son poste de ministre des Affaires intérieures, de l’Administration, de l’Intégration et de l’Égalité des chances de au sein du gouvernement flamand Jambon pour reprendre son poste de bourgmestre de Malines.

## Flandre et Belgique
Il préfère préserver les intérêts de la Flandre plutôt que ceux de la Belgique. Le 2 septembre 2006, il déclarait :
« Dans ma génération politique, nous donnons priorité aux intérêts régionaux flamands. »